# 추크 라군

추크 라군의 기

추크 라군(영어: Chuuk Lagoon)은 태평양 중부에 위치한 환초이다. 뉴기니에서 북동쪽으로 약 1,800 킬로미터 (970 해리) 떨어져 있으며, 미크로네시아 연방(FSM) 내의 추크주에 속해 있다. 둘레 225 킬로미터 (140 mi)의 보호 암초는 79 by 50 km (43 nmi × 27 nmi)의 천연 항구를 둘러싸고 있으며 면적은 2,130 km2 (820 mi2)이다. 면적은 93.07 제곱킬로미터 (35.93 제곱마일), 인구는 36,158명(2002년 기준), 최대 해발고도는 443 미터 (1,453 ft)이다. 모엔섬의 웨노 시는 환초의 수도이자 주의 수도로서 기능하며 13,700명의 인구를 가진 미크로네시아 연방에서 가장 큰 도시이다.
추크 라군은 제2차 세계 대전 당시 일본 제국의 해군 기지로, 남태평양의 주요 해군기지였다. 이곳은 미국의 주요 공격 장소였다. 1944년 2월 헤일스톤 작전과 1945년 6월 영국군과 캐나다군이 수행한 소규모 공격인 수감자 작전(Operation Inmate)이 있던 곳이다.

## 명칭
추크는 추크어로 "산"을 의미한다. 이 석호는 1990년까지 주로 트루크(의 잘못된 발음 루크(Ruk)으로 알려져 있었다. 다른 이름으로는 호골레우(Hogoleu), 토레스(Torres), 우굴라트(Ugulat) 그리고 루굴루스(Lugulus) 등이 있다.

## 지리
추크 라군은 더 큰 캐롤라인 제도의 일부이다. 이 지역은 11개의 주요 섬(트루크 라군 (Truk lagoon)의 11개 지방 자치체에 해당)으로 구성되어 있다. 톨(Tol), 우닷(Udot), 팔라베게츠(Fala-Beguets), 로마눔(Romanum), 파이추크족의 에오트(Eot), 그리고 웨노(Weno), 페펜(Fefen), 더블론(Dublon), 우만(Uman), 파람(Param) 그리고 나모네아스 그룹의 티시스(Tsis) 그리고 호 안에 있는 46개의 작은 섬들, 그리고 인접한 산호초에 있는 41개의 섬들, 그리고 오늘날에는 태평양에 있는 미크로네시아 연방의 일부인 추크 제도로 알려져 있다.

## 기후
| 추크 제도의 기후         | 추크 제도의 기후 | 추크 제도의 기후 | 추크 제도의 기후 | 추크 제도의 기후 | 추크 제도의 기후 | 추크 제도의 기후 | 추크 제도의 기후 | 추크 제도의 기후 | 추크 제도의 기후 | 추크 제도의 기후 | 추크 제도의 기후 | 추크 제도의 기후 | 추크 제도의 기후 |
| 월                       | 1월              | 2월              | 3월              | 4월              | 5월              | 6월              | 7월              | 8월              | 9월              | 10월             | 11월             | 12월             | 연간             |
| ------------------------ | ---------------- | ---------------- | ---------------- | ---------------- | ---------------- | ---------------- | ---------------- | ---------------- | ---------------- | ---------------- | ---------------- | ---------------- | ---------------- |
| 일평균 최고 기온 °C (°F) | 30 (86)          | 30 (86)          | 30 (86)          | 31 (87)          | 31 (87)          | 31 (87)          | 31 (87)          | 31 (87)          | 31 (87)          | 31 (87)          | 31 (87)          | 30 (86)          | 31 (87)          |
| 일평균 최저 기온 °C (°F) | 25 (77)          | 25 (77)          | 25 (77)          | 25 (77)          | 25 (77)          | 24 (76)          | 24 (76)          | 24 (75)          | 24 (76)          | 24 (76)          | 24 (76)          | 25 (77)          | 24 (76)          |
| 평균 강수량 mm (인치)    | 230 (8.9)        | 170 (6.7)        | 220 (8.8)        | 310 (12.3)       | 360 (14.3)       | 300 (12)         | 350 (13.7)       | 350 (13.9)       | 320 (12.6)       | 350 (13.6)       | 290 (11.3)       | 310 (12.1)       | 3,560 (140.3)    |
| 출처: Weatherbase        |                  |                  |                  |                  |                  |                  |                  |                  |                  |                  |                  |                  |                  |

## 지명

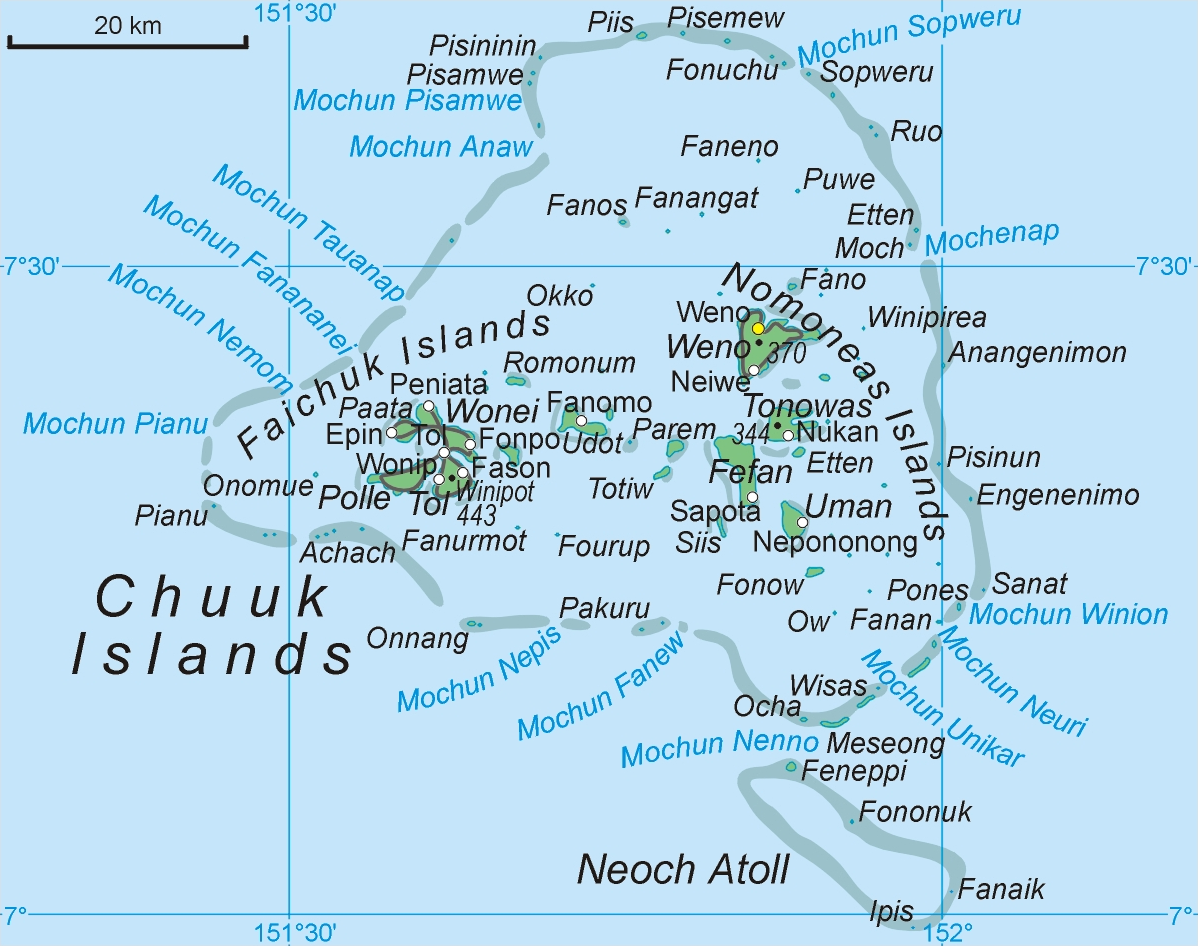
추크 제도의 지도

약 25년간의 지배 기간 동안, 일본인들은 추크 제도를 구성하는 섬들의 지명을 일본식으로 불렀다.
- 나모네아스 제도(Nomoneas) - 일본인들은 사계절 이름을 따 시키 제도(四季諸島)로 불렸다.
  - 웨노섬(Weno 또는 모엔섬(Moen)) - 주 정부 소재지이다. 지리적으로 동북쪽에 치우쳐 있다. 일본인들에 의해 비행장이 건설되었다. 일본명 하루시마섬(春島).
  - 토노와스섬(Tonowas) - 일본 제국 치하에서는 추크 제도의 행정 중심지였으며, 나쓰시마섬(夏島)으로 불렸다.
  - 페판섬(Fefan) - 일본명 아키시마섬(秋島)
  - 우만섬(Uman) - 일본명 후유시마섬(冬島)
- 파이추크 제도(Faichuk) - 일본인들은 시치요 제도(七曜諸島)로 불렸다.
  - 우도트섬(Udot) - 일본명 게쓰요지마섬(月曜島)
  - 톨섬(Tol) - 환초 최대의 섬으로, 주청사 소재지인 웨노섬과는 전통 시대부터 감정이 좋지 못하다[4]. 일본명 스요지마섬(水曜島).
- 바깥 환초들은 12개의 간지를 따서 이름을 붙이거나(子島~亥島) 하였다.